# Lijst van rijksmonumenten in Appelscha
De plaats Appelscha (Stellingwerfs: Appelsche, Fries: Appelskea) telt 11 inschrijvingen in het rijksmonumentenregister. Hieronder een overzicht. 
| Object | Oorspronkelijke functie? | Bouwjaar                       | Architect | Locatie                  | Coördinaten?                  | Nr.?   | Afbeelding                                  |
| --- | ------------------------ | ------------------------------ | --------- | ------------------------ | ----------------------------- | ------ | ------------------------------------------- |
| Brugwachterswoning in boerderijvorm met in de top halfronde vensters                                             | Boerderij                | late 19e eeuw ca. 1955 (rest.) |           | Industrieweg 2           | 52° 57' 37" NB, 6° 20' 40" OL | 31713  | Meer afbeeldingen                           |
| Eenvoudige woning onder zadeldak tegen topgevel met beitelingen                                                  | Boerderij                | 1800-1850                      |           | Boerestreek 22           | 52° 57' 9" NB, 6° 20' 21" OL  | 31714  | Meer afbeeldingen                           |
| Eenvoudige zogenaamde eksteurswoning met vensters met roeden onder dwars dak tussen topgevels met topschoorsteen | Woonhuis                 | mog. 18e eeuw                  |           | Boerestreek 18-20        | 52° 57' 10" NB, 6° 20' 21" OL | 31715  | Meer afbeeldingen                           |
| Klokkenstoel op kerkhof bij de Trefkerk                                                                          | Vanwege onderdelen kerk  | 1899 (rest.)                   |           | Wester Es 50             | 52° 57' 21" NB, 6° 19' 2" OL  | 31716  | Meer afbeeldingen                           |
| Voermanswoning van Staatsbosbeheer in ambachtelijk-traditionele stijl                                            | Dienstwoning             | ca. 1915 1960 (verb.)          |           | Terwisscha 5             | 52° 56' 57" NB, 6° 18' 16" OL | 514114 | Meer afbeeldingen                           |
| Woonhuis in ambachtelijk-traditionele stijl                                                                      | Woonhuis                 | 1917                           |           | Vaart Noordzijde 97      | 52° 57' 10" NB, 6° 21' 42" OL | 514115 | Woonhuis in ambachtelijk-traditionele stijl |
| Beatrixoord, laboratorium                                                                                        | Onderwijs en wetenschap  | 1925                           | O.M. Meek | Sanatoriumweg 1          | 52° 57' 12" NB, 6° 20' 18" OL | 514116 | Meer afbeeldingen                           |
| Modelboerderij in Vernieuwingsstijl                                                                              | Boerderij                | 1914 1976 (verb.)              | O.M. Meek | Bruggelaan 62            | 52° 57' 23" NB, 6° 20' 23" OL | 514122 | Modelboerderij in Vernieuwingsstijl         |
| Gietijzeren provinciegrensmarkering                                                                              | Grensafbakening          | 1895                           |           | bij Vaart Zuidzijde 151  | 52° 56' 42" NB, 6° 24' 13" OL | 514124 | Gietijzeren provinciegrensmarkering         |
| Damsluis, sluiswachterhuis                                                                                       | Waterkering en -doorlaat | 1894                           |           | Vaart Noordzijde 149     | 52° 56' 44" NB, 6° 24' 15" OL | 520219 | Meer afbeeldingen                           |
| Damsluis | Waterkering en -doorlaat | 1894 1960-1969 (herst.)        |           | bij Vaart Noordzijde 149 | 52° 56' 44" NB, 6° 24' 15" OL | 520221 | Meer afbeeldingen                           |